# Ferry de Locre
Ferry de Locre (forme latinisée : Ferreolus Locrius ; 1571-1614) est un écrivain historien et dévot du Comté d'Artois (faisant partie à l'époque des Pays-Bas des Habsbourg, maintenant en France).

## Biographie
Locre est né à Saint-Pol-sur-Ternoise, dans le Comté d'Artois, en 1571 et a étudié à l'Université de Douai sous Jean Le Mire (Joannes Miraeus). Il devint membre du clergé et fut affecté à l'église de St Nicolas à Arras. Il écrivit diverses œuvres, essentiellement de portée historique, se focalisant principalement sur le Comté d'Artois. Il décède à Arras le 22 août 1614.

## Publications
- Oratio funebris in exequiis Rev. D. Matthæi Moullartii, Atrebatum Episcopi (Arras, Guillaume de La Rivière, 1600)
- Prélature des Vierges sacrées, avec les Canons et les SS. Pères de l Eglise, où sont rapportez les rares faicts et exemples de plusieurs sainctes Abbesses, et signamment de celles qui ont régenté la Belgique (Arras, Guillaume de La Rivière, 1602)
- Discours de la noblesse, auquel, par une conférence des familles de Castille, de France et de l'Autriche avec l'Eglise catholique, est descouverte l'infamie de l'Hérétique (Arras, Guillaume de La Rivière, 1605)
- Chronica anacephalaeosis Mariae Augustae Virginis (Arras, Guillaume de La Rivière, 1606) Google Books
- Maria Augusta Deiparata in seplem libros distributa (Arras, R. Maudhuy, 1608) Google Books
- Histoire chronographique des comté, pays et ville de Saint-Pol en Ternois (Douai, Laurence Kellam, 1613)
- Chronicon Belgicum, ab anno CCLVIII ad annum usque MDC continuo perductum (Atrecht (Arras), Guillaume de La Rivière, 1616) (un travail publié à titre posthume par son père Philippus Locrius) Google Books